# Apiciopsis obliquaria
Apiciopsis obliquaria là một loài bướm đêm trong họ Geometridae.